# Gerontologi

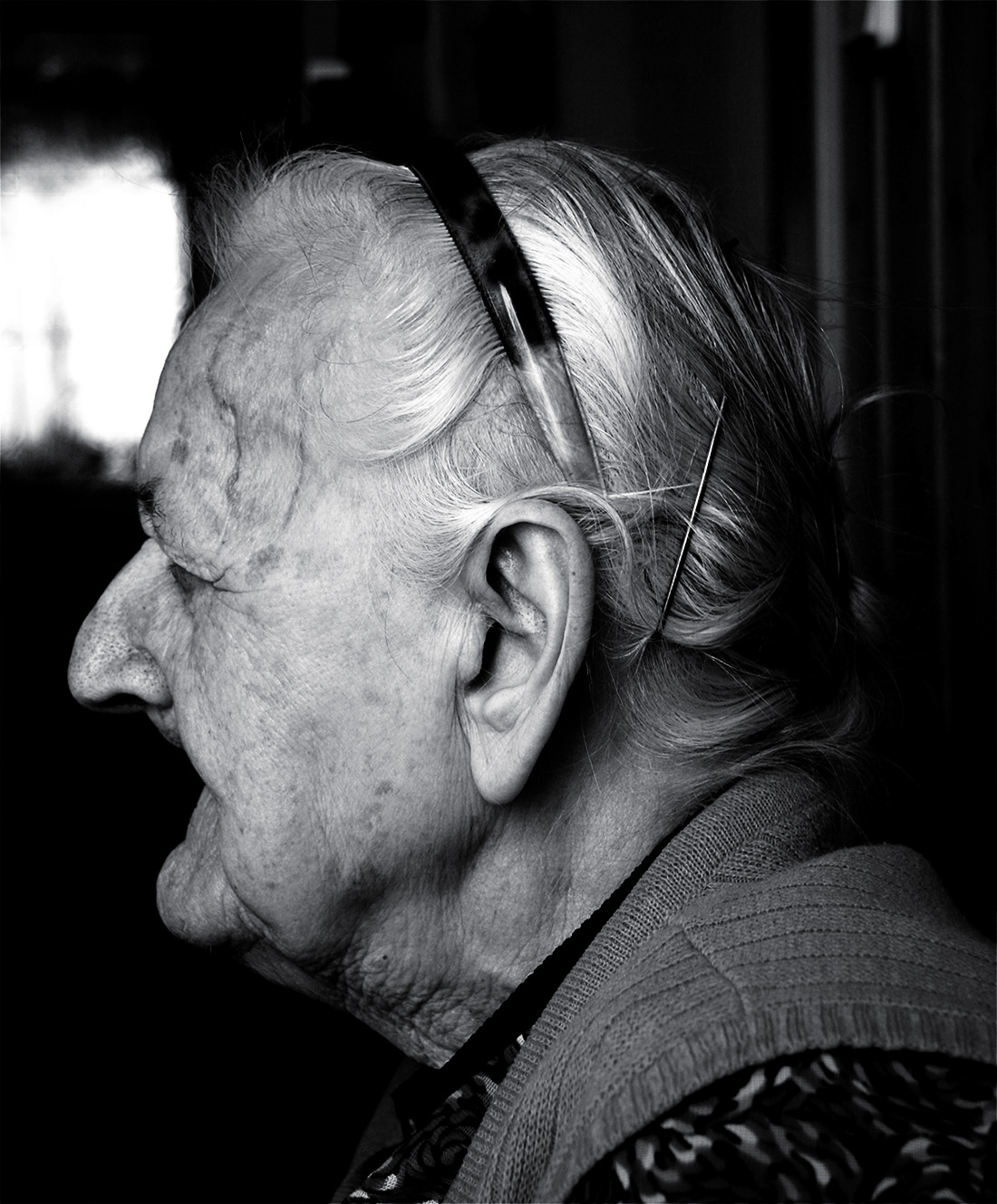
Med ålderns rätt...

Gerontologi är läran om åldrandet och de förändringar som åldern medför i olika livsprocesser. Inom gerontologi studeras åldrandets processer och eventuella problem ur många aspekter: psykologiska, sociologiska, biologiska, juridiska, ekonomiska, politiska och humanistiska aspekter. Gerontologi kan jämföras med geriatrik, som är den medicinska specialiteten rörande hälsa och åldrande. Båda dessa studerar hur och varför individer åldras, men ur olika aspekter. Ordet gerontologi är sammansatt av de grekiska orden geʹrōn (gammal man) och logia (kunskap). 
Den första gerontologen anses vara den belgiske matematikern Adolphe Quételet (1796-1874). Quételet samlade åldersrelaterad statistik, studerade födelsetal, dödlighet och ålder från ett psykologiskt perspektiv.

## De allra äldsta
Sedan årtusenden tillbaka finns det inom olika kulturer historier om människor som blivit mycket gamla. Det berättas om människor som blivit två- eller trehundra år gamla och till och med äldre. Även idag ser man då och då uppgifter i tidningarna om människor med en avsevärd ålder även om man kanske inte tar till lika mycket som i de äldre berättelserna.
Historierna om långt liv brukar handla om något av följande tre teman:
- Att det för mycket länge sedan fanns en tid då människor blev mycket gamla.
- Att det finns avlägsna platser där levnadsförhållanden och annat är sådant att människor blir mycket gamla.
- Att det finns medel som motverkar åldrandet och kan man bara få tag på ett sådant så kan man bli mycket gammal.

De för den västerländska kulturen kanske mest kända exempel på att människor förr kunde bli mycket gamla hittar man i Gamla Testamentet. I Första Mosebokens femte kapitel finns en uppräkning av Adams släkt där ett antal människor anges ha uppnått en avsevärd ålder, en del blev till och med mer än åtta- eller niohundra år gamla. Adams levnadsålder anges exempelvis till 930 år, men den allra äldsta var Methusalem som blev 969 år gammal. Uttrycket "gammal som Methusalem" kommer från detta.
Från äldre tid och fram till våra dagar finns det också ett stort antal personer som själva angett, eller om vilka det har berättats, att de blivit mycket äldre än vad som är vanligt. I romersk litteratur berättas exempelvis om människor som var "unga" under många sekler, och i Frankrike, uppträdde år 1245 en man som påstod att han varit med om historiska händelser 600 år tidigare. En av de allra mest kända med anspråk på osedvanligt långt liv är engelsmannen Thomas Parr, som påstods sig ha levt mellan åren 1483 och 1635. Orsaken till att han dog kan sägas vara en olyckshändelse. På grund av sin höga ålder inbjöds han till London 1635 och dog troligen av för många goda middagar! Han finns begravd i Westminster Abbey. Från Sverige finns exempel på skomakaren Jon Andersson från Å i Östergötland, som enligt uppgift föddes 1582 och dog 147 år gammal 1729.
Det andra temat att det finns avlägsna platser där människor blir riktigt gamla är mycket aktuellt i våra dagar. Från tre områden, Vilcabamba i Ecuador, Kaukasus och Hunza i Pakistan, har det rapporterats att det skulle finnas ett stort antal människor som är mer än 100 år gamla, en del upp till 150 år eller mer. Orsaken till det stora antalet mycket gamla människor på dessa platser anses ofta vara att man där lever ett fritt och sunt liv i nära kontakt med naturen, äter bra kost och lever utan stress.

### Trovärdighet
Under 1800-talet började den brittiske forskaren William John Thomas att kritiskt granska historierna om långt liv. Han kom genom sin undersökning fram till att tre krav borde vara uppfyllda för att en människas ålder skulle kunna anses som verifierad. De tre kraven är följande:
- Säkert födelseår och födelsebevis.
- Säkert dödsår och dödsbevis.
- Säker identitet.

Om man kräver detta visar det sig att få personer blir mer än 100 år gamla och att den maximala livslängden tycks ligga strax över 100 år. Det är också ganska få i en befolkning som blir så gamla.
När Thomas 1873 i en bok visade att de flesta historier om långt liv saknade grund blev det en folkstorm utan like i England. Man ville inte tro på hans resultat. Kritiken var så stor att han själv kallade sig "den mest utskällde mannen i England". 
En tillämpning av Thomas kriterier visar alltså att de flesta berättelser om hög ålder är falska och exempel på felaktigheter eller bedrägeri eller bådadera. I Guinness Rekordbok menar man att det "finns över huvud taget ingenting som så grumlas av fåfänga, bedrägeri, lögner och medveten svindel som frågan om hur gammal en människa kan bli". Thomas Parrs långa liv har exempelvis sagts vara ett sätt för att ge tre generationer, far, son och sonson, möjlighet att äga samma egendom. I andra fall kan den felaktiga åldersangivelsen ha varit ett sätt att slippa militärtjänst eller att man haft en annan tideräkning än den västerländska.

### Ett exempel
I de områden i Kaukasus, Pakistan och Ecuador där det sägs att människor blir mycket gamla saknas en ordentlig folkbokföring. Det gör att man måste vara mycket skeptisk till uppgifterna. När den två amerikanska forskarna Richard B. Mazess och Sylvia H. Forman försökte verifiera uppgifterna om att ett ovanligt stort antal personer i Vilcabamba i Ecuador var över 100 år, så kom de fram till att det över huvud taget inte fanns bevis för en ökad livslängd. 1979 publicerade de sina resultat i en artikel i Journal of Gerontology. Inte i något fall hade de funnit en person som var över 100 år, och den genomsnittsliga livslängden var i stället klart lägre än i USA.
Ett belysande exempel är en person med initialern M.C.M. Enligt födelsebeviset, som letades fram av Mazess och Forman var han född 1883, men när "han var 61 år 1944 uppgav han sin ålder till '70' år, och fem år senare var han enligt ryktet '80' år gammal. 1970, vid 87 års ålder var han enligt ryktet '121' år gammal, medan han 1974 vid 91 års ålder angavs vara '127'." Hans mor var i själva verket "född åtminstone fem år före hans påstådda födelse"! Det här tycks inte ha skett i något direkt bedrägligt syfte utan enligt vad undersökarna påstår, så är sättet att överdriva sin ålder en gammal tradition i byn. Det är inte otroligt att det är på liknande sätt i de andra områden där människor gör anspråk på att vara skärskilt långlivade.